# Ecomuseu de Itaipu
O Ecomuseu de Itaipu é um museu localizado na cidade de Foz do Iguaçu, cidade do Estado do Paraná. O museu é administrado pela Itaipu Binacional e sua sede fica dentro da área administrativa da Usina Hidrelétrica de Itaipu.
A instituição foi inaugurada em 16 de outubro de 1987 com um acervo constituído de elementos da arqueologia, flora, fauna, hidrologia e da história da região e da construção do reservatório da Usina de Itaipu.

## Acervo
Entre o acervo permanente da instituição, estão: achados arqueológicos da região, fotos da época da construção da hidrelétrica, com um painel que homenageia as 40 mil pessoas que trabalharam na obra, incluindo 4.500 fotos 3x4 dos operários, maquete da cidade de Foz do Iguaçu dos anos 1950 e da usina de 1982, super maquete de 76 metros quadrados, da região da Tríplice Fronteira, réplica do eixo da turbina e maquete em corte transversal da usina, sementes, folhas e plantas diversas da região, localizadas em uma sala sensorial, objetos e equipamentos usados pelos trabalhadores na época da construção, incluindo um caminhão (o "Sansão") do tipo ROM (run of mine), animais da fauna local empalhados, equipamentos antigos como moendas de pedra e madeira, o barco Quarai, que era usado como vigilância no reservatório na década de 1980 e usado para dar suporte à operação Mymba Kuera (operação de resgate dos animais, ainda durante a formação do reservatório), entre outras peças. Para retratar e contar a história da usina e da região, existem terminais de informática acessíveis aos visitantes. Também ocorrem exposições temporárias no "Espaço das Artes", com mostras de artistas regionais e convidados.
O museu também elabora diversas atividades sócio-educativas junto a população local.